# Synemon discalis
Synemon discalis is een vlinder uit de familie Castniidae. De soort komt voor in het Australaziatisch gebied.
De wetenschappelijke naam van de soort werd in 1911 gepubliceerd door Strand.